# ジオ・プリズム
プリズム（Prizm ）はかつてゼネラルモーターズとトヨタ自動車の合弁企業であるNUMMI（ヌーミ）が製造し、ジオ、シボレーブランドで販売していた乗用車である。

## 概要
プリズムはゼネラルモーターズ（GM）が展開していたエントリーブランド『ジオ』向けに供給されたモデルである。同ブランドでラインナップしていたスペクトラム（いすゞ・ジェミニのバッジエンジニアリング）の後継車種として誕生した。生産はNUMMIによって行なわれたため、同企業の初の生産モデルとなったシボレー・ノバの後継モデルにもあたる。NUMMIがトヨタとの合弁事業であることから、プリズムはシボレー・ノヴァ同様、トヨタ・スプリンターがベースとなっている。
プリズムはベースとなったスプリンターの素性のよさからトヨタの品質を受け継いでいたが、市場においてはカローラとは異なり、あくまでGM内製のモデルであるとみなされていた。そのため競合するカローラと比較して有利になるように、販売店においてさらに安価な価格帯が設定されていた。ジオブランド展開中は唯一のセダンモデルであった（カナダではメトロのセダンモデルもあったがアメリカでは販売されていなかった）が、ジオは1998年に終了してしまう。その後はシボレーブランドで供給が開始される。しかしシボレーでの小型車はあくまでより価格の安価なキャバリエがメインであり、プリズムの存在は常に日陰であった。
しかし安価ながら壊れにくいその車体の評価は確かであり、キャバリエのような爆発的なヒットではなかったものの全代通じて約100万台を堅実に販売している。
後にキャバリエと車種統合され、シボレー・コバルトとなった。

## 歴史

### 初代 E9#型 (1989年-1992年)
初代は1990年に販売を開始。それまでファミリー層をターゲットにしていたスペクトラムのコンセプトを継承している。ベースはスプリンターおよび欧州向けカローラセダン（AE90系）で、スペクトラム同様にセダン、ハッチバックがラインナップされた（これはベースとなったスプリンターによるところが大きい）。エンジンはホットモデルの1.6リットル直列4気筒の「4A-GE」を備えたGSi及びベーシックな「4A-FE」のベースグレードがラインナップされ、それぞれに5速MT、4速ATが組み合わされた。
外装は日本仕様とも欧州仕様とも異なるNUMMI独自のもので、フロント部は大きく変わっているとはいえまだベース車両の面影を残しているが、特にセダンモデルについてはリアセクションが独自のデザインとなり差別化されている。
1992年に生産終了して次モデルへと移行した。

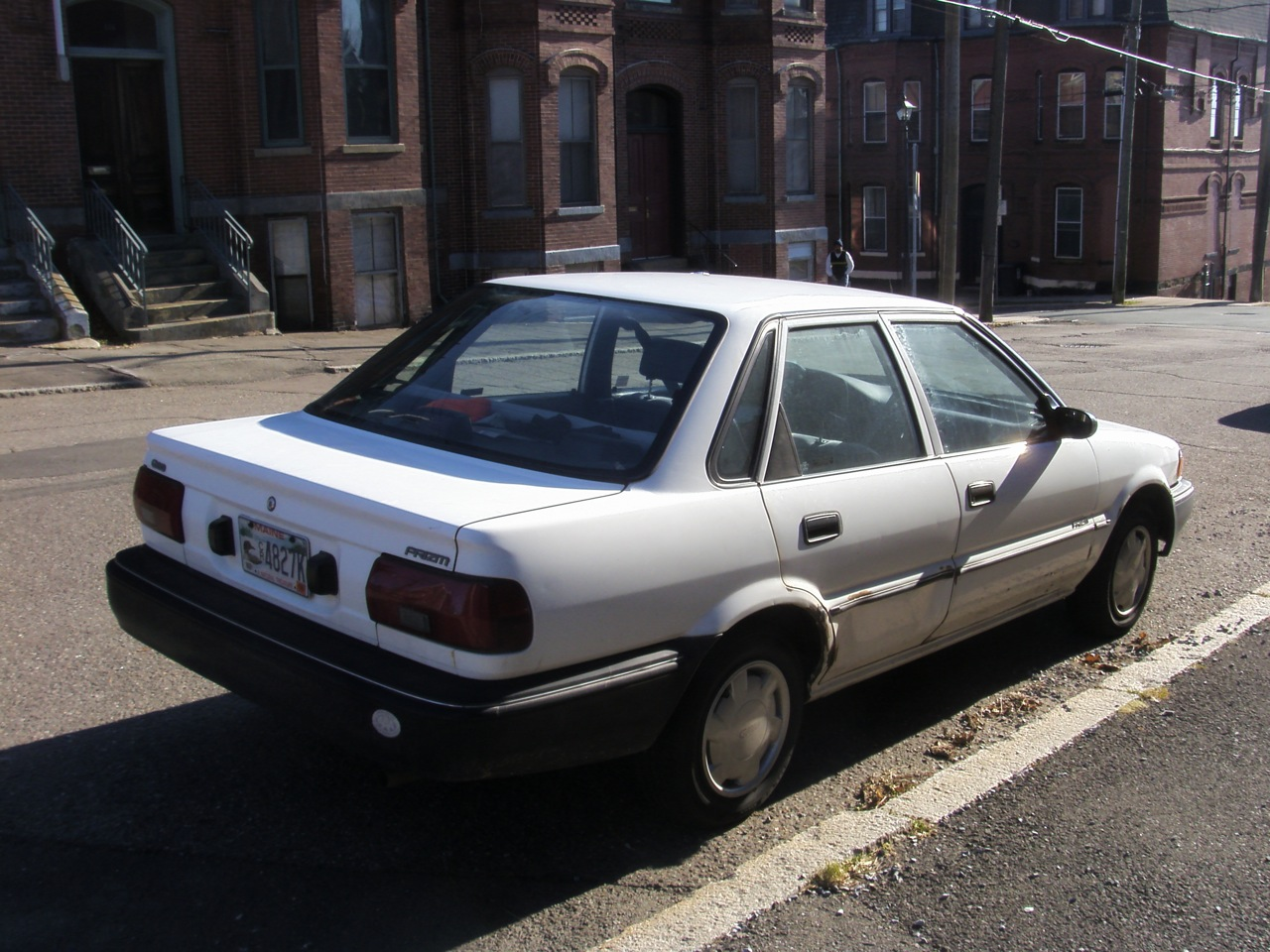
セダン（リア）
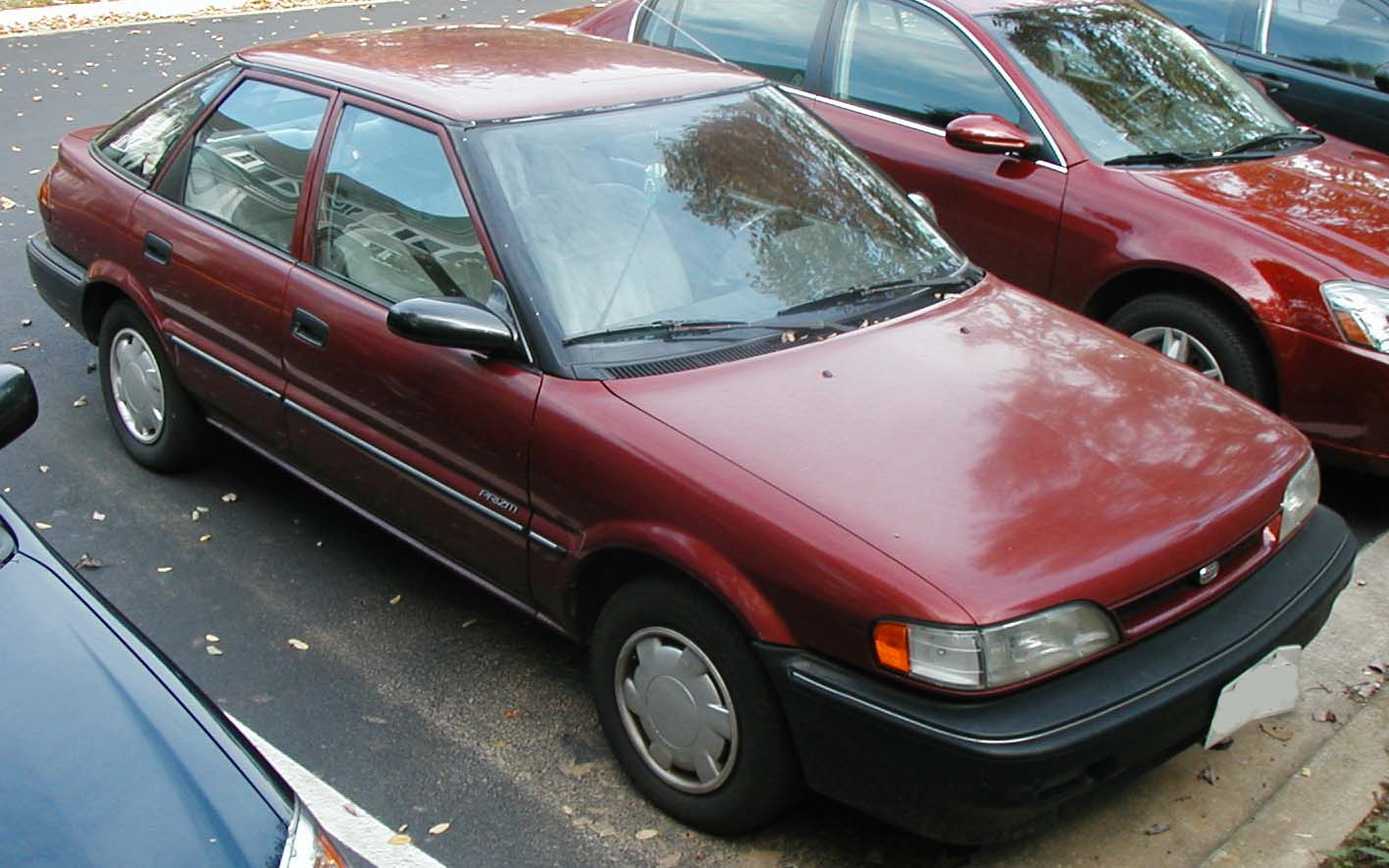
ハッチバック
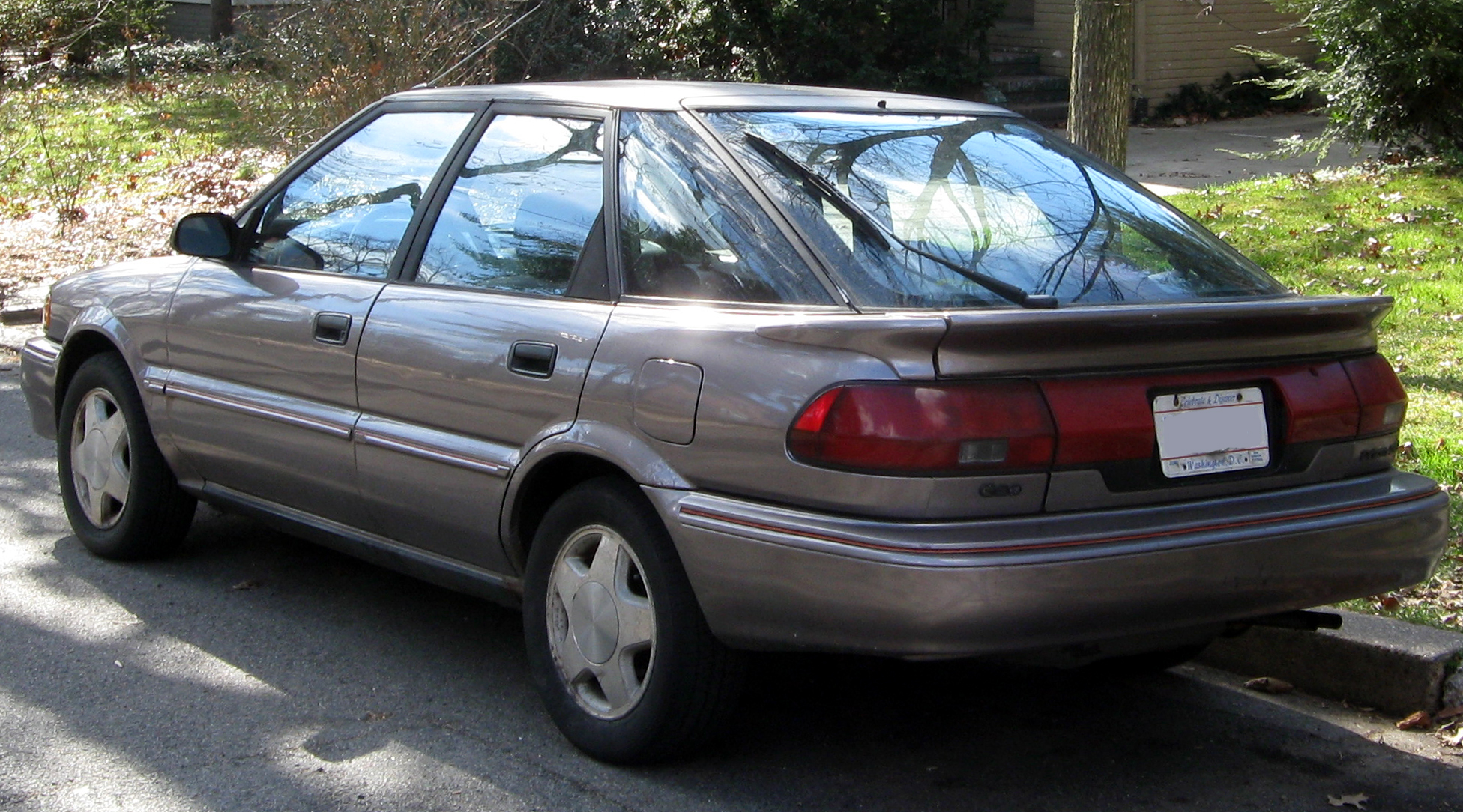
ハッチバック（リア）

### 2代目 E10#型 (1992年-1997年)
プリズムは1992年に1993年モデルイヤーとしてモデルチェンジする。ベースは変わらずスプリンターおよび欧州向けカローラセダンで、AE100系が元となっている。外装には若干ベースとなったスプリンターの面影が残っているが、先代同様にリアセクションはNUMMI独自のアクの強いデザインとなっており、また内装についても全く異なっている。先代とは変わって4A-GEエンジンのホットモデルはラインナップされておらず、1.6Lの4A-FE型を備えたベースグレードと1.8Lの7A-FE型を備えた上級グレードのLSiが設定された。これによりファミリー層に向けた落ち着いた性格となった。LSiではオプションでレザーシートが設定された。また先代では不評であったハッチバックはラインナップ落ちしている。競合するカローラに比べあえて若干価格が低く設定されていたため、爆発的にヒットしたカローラの恩恵を受け、その対抗検討車種として先代に比べ堅実に販売台数を伸ばした。
1997年にジオが終了するのに伴い先行して生産終了となった。

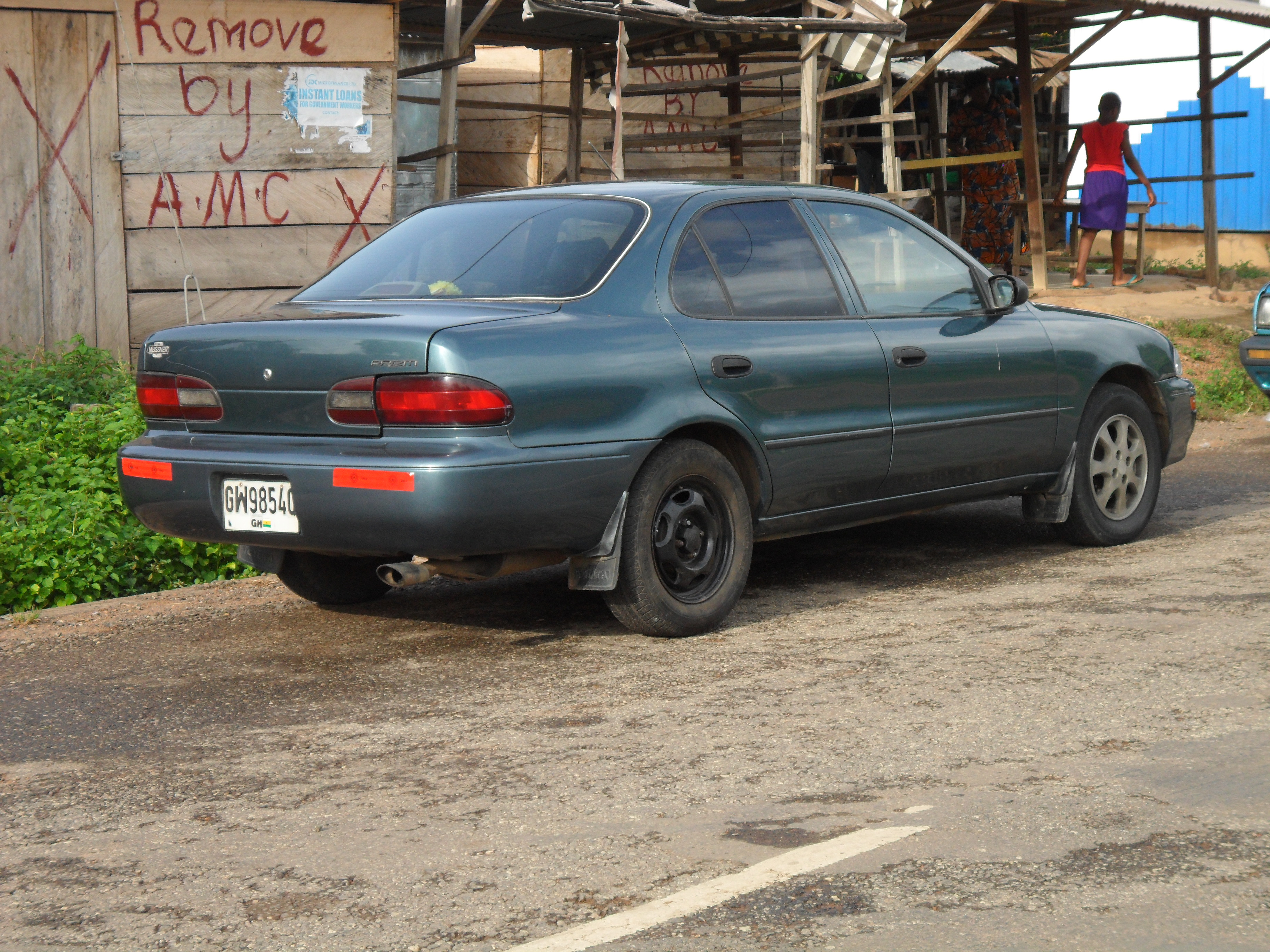
リア

### シボレー・プリズム E11#型 (1997年-2002年)
それまでプリズムの供給元であったジオがGM内の販売戦略の見直しにより消滅したため、プリズムはGMのエントリーブランドであるシボレーへと継承された。その際に1998年モデルイヤーとしてモデルチェンジし、従来はスプリンターベースであったボディをカローラ（AE110系北米前期モデル）ベースへとしている。コンセプトはモデルチェンジしても変わらず、堅実に内装や質感を高めて進化したが、ラインナップは整理され1.8L L4のみの供給となった。シボレー内のクラスの位置付けは最下層のメトロに次ぐ、キャバリエと同等のものであった。しかし同クラスに位置していたキャバリエはより安価であり、キャバリエに比べプリズムは高価な装備であったが、市場ではより安価かつ室内空間の広いキャバリエにニーズが傾いていた。
2002年にNUMMIの生産能力をポンティアック・ヴァイブ（トヨタ・ヴォルツの姉妹車）に傾けるために生産を終了。後継モデルはシボレー・コバルトである。

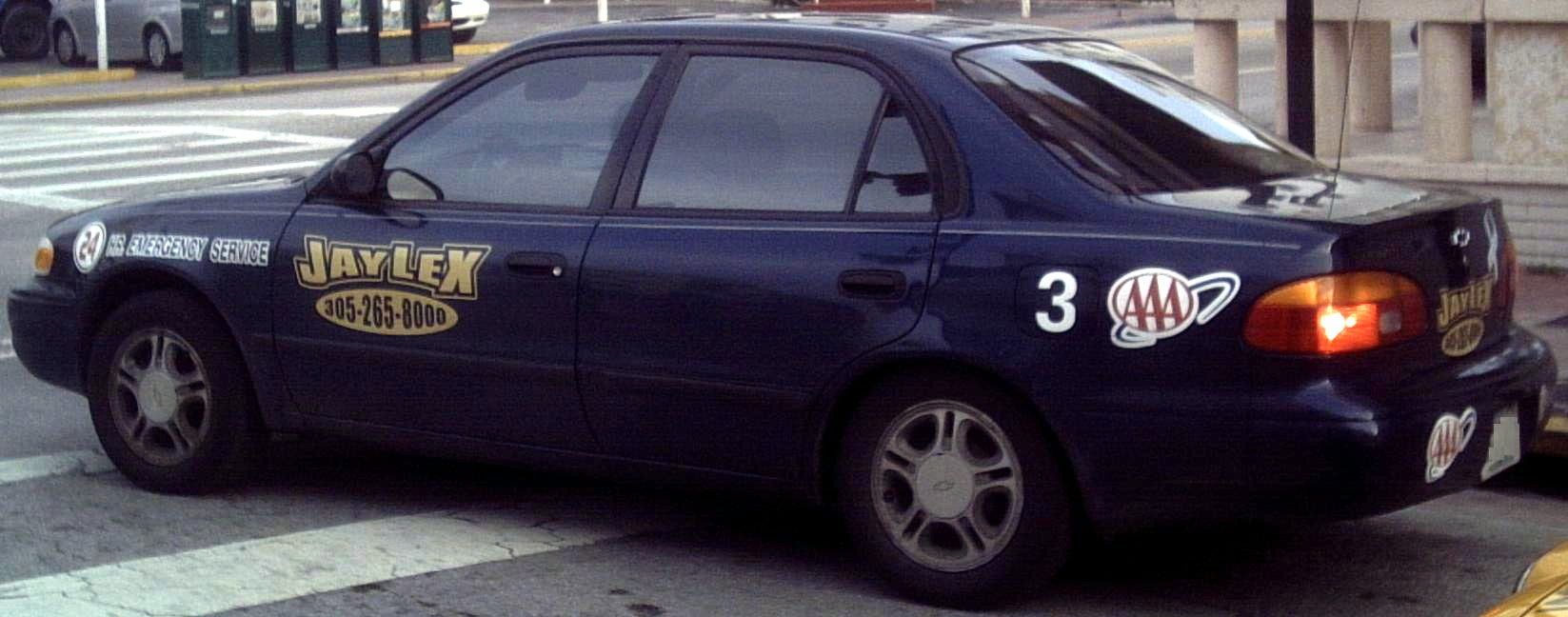
リア（タクシー仕様）